# Вэвытгытгын
Вэвытгытгын — озеро на Дальнем Востоке России, на территории Анадырского района Чукотского автономного округа. Высота над уровнем моря — 201 м.
Название в переводе с чук.  — «озеро-полоз нарты».
Расположено в северной части Анадырской низменности, с трёх сторон окружено небольшими сопками. Из озера вытекает река, последовательно протекающая через два мелких водоёма и впадающая в Куйвивеем справа.